# Prema khaidi (película de 1990)
Prema Khaidi (traducida como "Prisionero de amor") es una película romántica en telugu de 1990 proveniente de la India. Fue dirigida por EVV Satyanarayana y cuenta con Harish Kumar, Malashri y Sharada en los papeles principales. Este filme marcó el primer éxito en la carrera de EVV Satyanarayana como director. La película se adaptó al tamil con el título "Vaazhnthal Unnoduthan". En 1991, se realizó una versión en hindi titulada "Prem Qaidi", protagonizada por Harish Kumar y Karishma Kapoor. También se produjo un remake en kannada con el mismo nombre, en el cual Vijay Raghavendra asumió el papel principal.

## Trama
La película inicia con Chandram siendo encarcelado después de ser condenado por el asesinato de su propio padre. En su celda, comienza a dibujar el retrato de una niña en las paredes. Cuando el carcelero descubre esto y hace comentarios inapropiados acerca de la niña, Chandram lo enfrenta. Como consecuencia, el carcelero lo golpea brutalmente y lo recluye en una celda de aislamiento. Mientras tanto, una nueva superintendente, Prabhavati, asume el control de la prisión.
Una niña llamada Neelima intenta visitar a Chandram, pero los agentes de policía le impiden la entrada. A pesar de ello, Neelima logra escapar y llegar hasta él. No obstante, los sirvientes de Neelima intentan llevarla de vuelta. Chandram sigue su vehículo en un intento por alcanzarla. La policía malinterpreta la situación y abre fuego, hiriéndolo en el proceso. Prabhavati toma la decisión de enviarlo al hospital para recibir atención médica.
En el hospital, un grupo de matones trata de asesinar a Chandram antes de que Prabhavati llegue y evite su ataque. Cuando Prabhavati indaga sobre lo sucedido, Chandram le relata su historia.
El padre de Chandram solía trabajar para Bapineedu y sufrió la pérdida de ambas piernas al intentar salvar a Bapineedu en un accidente. Después de este incidente, el padre de Chandram pide a Bapineedu que le proporcione un trabajo para mantener a su familia, a lo que Bapineedu accede de mala gana. Chandram y Neelima se cruzan en la fiesta de cumpleaños de esta última, donde Chandram arruina un plan tramado por Neelima y sus amigos. Como resultado, Neelima hace una apuesta con sus amigos, prometiendo que logrará que Chandram se enamore de ella.
Neelima intenta burlarse de Chandram en varias ocasiones, pero él se mantiene respetuoso y dentro de los límites, consciente de la disparidad en sus antecedentes familiares. En un momento dado, Neelima lo persuade para que beba alcohol, lo que lleva a malentendidos con el padre de Neelima, Bapineedu, quien interpreta su comportamiento como inapropiado hacia su hija. Esto resulta en que Chandram sea expulsado de la casa, aunque él no pronuncia ninguna queja ni reproche hacia Neelima. Esta actitud de Chandram hace que Neelima se dé cuenta de sus sentimientos por él.
Neelima decide entonces buscar la aprobación de su padre para casarse con Chandram. Bapineedu finge aceptar su amor, pero en secreto envía a matones para asesinar a Chandram. En un giro trágico, los matones acaban matando al padre de Chandram y culpan injustamente a Chandram por ello. Conmovida por la historia de Chandram, Prabhavati promete ayudarlo a ganar el amor de Neelima y apoyarlo en esta difícil situación.

## Elenco
- Harish Kumar como Chandran "Chandu"
- Malashri como Neelima
- Sharada como Prabhavati
- PL Narayana como el padre de Chandram
- Gokina Rama Rao como Bapineedu
- Jayaprakash Reddy como KK Rao
- Giri Babu como el esposo de Prabhavati
- Tyagaraju como secuaz de Bapineedu
- Brahmanandam como sacerdote
- Babu Mohan como Devudayya
- Ali como prisionero
- Uttej como prisionero
- prudhviraj
- Rajitha como amigo de Neelima
- Ironleg Sastri como sacerdote asistente
- Jenny como registradora de matrimonios

## Banda sonora
Las letras de todas las canciones fueron escritas por Veturi, mientras que la música fue compuesta por Rajan-Nagendra.
| No.             | Título                | Cantante(s)                      | Duración |
| --------------- | --------------------- | -------------------------------- | -------- |
| 1.              | "Nee Kallalo Snehamu" | P. Susheela, SP Balasubrahmanyam | 5:12     |
| 2.              | "Yo vivo por ti"      | SP Balu, KS Chitra               | 4:57     |
| 3.              | "Tittiba Gattig"      | P. Susheela, SP Balu             | 4:57     |
| 4.              | "Oh Na Maha"          | P. Susheela, SP Balu             | 5:02     |
| 5.              | "Oh Priya Priya"      | P. Susheela, SP Balu             | 5:58     |
| 6.              | "Jodikadithe Bedeela" | SP Balasubrahmanyam, KS Chitra   | 5:49     |
| Duración total: | Duración total:       | Duración total:                  | 31:55    |

## Premios
- Malashri fue galardonada con el premio Nandi a la Mejor Actriz de Reparto en 1990.[5]